# Limbach (Slovacchia)
Limbach (storicamente in slovacco: Hliník, in ungherese Limpak, in tedesco Limbach) è un comune della Slovacchia facente parte del distretto di Pezinok, nella regione di Bratislava.